# Leontius (Philosoph)
Leontius (griechisch Leontios; † vor 421) war ein spätantiker Philosoph und Rhetoriklehrer in Athen. Seine Tochter Athenaïs (Taufname: Aelia Eudocia) heiratete 421 den oströmischen Kaiser Theodosius II.
Über das Leben des Leontius ist wenig bekannt. Er stammte aus Athen und war, wie der Geschichtsschreiber Johannes Malalas berichtet, reich. In seiner Heimatstadt betätigte er sich als Sophist und hatte ab 415/416 einen Lehrstuhl für Rhetorik inne, den ihm der Geschichtsschreiber Olympiodoros von Theben angeblich gegen seinen Willen verschafft hatte.
Leontius bekannte sich zur paganen Religion; er benannte seine um 400 geborene Tochter Athenaïs nach der Schutzgöttin von Athen, Pallas Athene. Erst nach seinem Tod vollzog Athenaïs ihren Übertritt zum Christentum, der eine Voraussetzung für ihre Verheiratung mit dem Kaiser war. Neben Athenaïs und wohl durch ihren Aufstieg begünstigt gelangten auch zwei Söhne des Leontius zu besonderem Einfluss: Gessius, Praefectus praetorio von Illyricum, und Valerius, Konsul 432 und Magister officiorum 435.